# 露娜 永恒之蓝
《露娜 永恒之蓝》是一款由Game Arts和Japan Art Media制作、Game Arts发行的角色扮演类游戏。本游戏最初于1994年12月在Mega-CD上发行，是一个传统的角色扮演类游戏，战斗场面随机发生在地牢和其他危险区域。而在PS版，遊戲裡的敵人是可見的，和對方接觸即進入戰鬥。
尽管游戏价格在日本为9900日元（相当于1994年的100美元），游戏的销量非常好。

## 遊戲簡介
在一顆名為Lunar的星球，主角和他的朋友露比正在探索一個古老的遺跡，在那裡他們採收了一顆巨大的寶石“龍眼寶石”。 得到寶石後，意外觸動了陷阱，掉下後被前方的火球怪追趕直到逃出外邊。 在回家的路上，他們遇見了自稱是女神自衛隊隊長白騎士的里奧，他告訴主角某個人即將來到Lunar星，這個人預言要毀滅世界，被稱為“毀滅者”......